# Кучук-Исар
Кучу́к-Иса́р (укр. Кучук-Ісар, крымскотат. Küçük İsar, Кучюк Исар) — развалины средневекового, предположительно феодального замка на Южном берегу Крыма, на мысе Троицы, в 2 км южнее посёлка Оползневое. В X—XIII веке существовало, как укреплённое поселение, в XIII—XIV веке — феодальный замок.

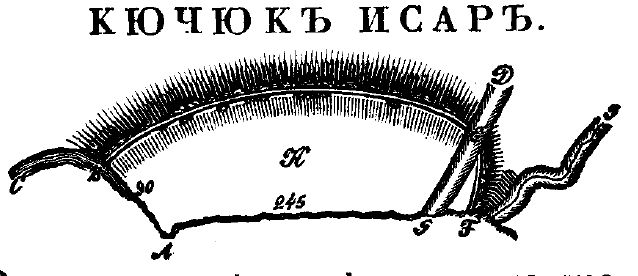
Укрепление Кучук-Исар "нечертанное по глазомеру" Петром Кеппеном.

## Описание
По периметру вершины мыса проходила оборонительная стена, прикрывающая площадку в виде прямоугольника размером 27 на 40 м; в центре северного участка стены находилась круглая башня диаметром 6,2 м. Сохранились (не везде) нижние ряды кладок стены, восточнее башни, вероятно, находился въезд в замок. Исследованиями 1960-х годов выявлего несколько этапов застройки и перепланировки укрепления, башня перестраивалась четыре раза. Неизвестно, чем занимались жители поселения: обнаружена пара печей для плавки металла, куски кричного железа и кузнечного шлака и артефакты, указывающие на связь населения с морской торговлей (в том числе с южным берегом Чёрного моря). Кто владел замком до генуэзцев и почему он прекратил существование — пока неизвестно

## История изучения
Первое описание составил Пётр Кеппен в 1837 году
…укрепление находилось на полдень от Кикенеиса и занимало оконечность мыса. Площадка… с северной стороны окружена значительным естественным возвышением, в виде широкого вала, коего вершина покрыта скалами. Строители береговых укреплений воспользовались зтим обстоятельством, и поверх возвышенности провели стену, кладеную на известке, от одного крутого берега моря до другого.
В начале XX века В. Е. Данилевич, проводивший раскопки и исследования в округе Кекенеиза, обследовал городище и датировал его XIII—XIV веком, отметив невысокую зажиточность жителей того времени. Николай Эрнст в 1935 году считал замок «греко-готским», а средневековое поселение — рыбацким. В 1968 году археологические раскопки на мысе Троицы проводил Игорь Авенирович Баранов, результаты которых легли в основу современных представлений о поселении, сведённые в работе О. И. Домбровского «Средневековые поселения и „Исары“ Крымского Южнобережья». Существует версия, что в XV веке прибрежные замки, в том числе и Кучук-Исар, использовались генуэзцами, как опорные пункты в противостоянии с княжеством Феодоро.